# لودميلا كولشانوفا
ليودميلا سيرجيفنا كولشانوفا (الروسية: Людмила Серге́евна Колчанова ; من مواليد 1 أكتوبر 1979، في شاريا، كوستروما أوبلاست) هي لاعبة قوى متخصصة في لعبة الوثب الطويل روسية، أفضل قفزة شخصية لها هي 7.21 متر حققتها في مايو 2007 في سوتشي. في بطولة أوروبا لألعاب القوى 2006 في جوتنبرج فازت بمسابقة القفز الطويل. في بطولة العالم لألعاب القوى 2007 في أوساكا، فازت بالميدالية الفضية، وخسرت فقط أمام تاتيانا ليبيديفا.

## المسابقات
| العام | المسابقة                    | المكان                 | المركز | حدث           | ملاحظة |
| ----- | --------------------------- | ---------------------- | ------ | ------------- | ------ |
| 2005  | البطولات الأوروبية الداخلية | مدريد ، إسبانيا        | السادس | الوثب الطويل  |        |
| 2005  | الجامعات                    | إزمير ، تركيا          | الأول  | الوثب الطويل  |        |
| 2005  | الجامعات                    | إزمير ، تركيا          | السادس | الوثب الثلاثي |        |
| 2006  | بطولة أوروبا                | جوتنبرج ، السويد       | الأول  | الوثب الطويل  |        |
| 2006  | كأس العالم                  | أثينا، اليونان         | الأول  | قفزة طويلة    |        |
| 2007  | بطولة العالم                | أوساكا، اليابان        | الثاني | الوثب الطويل  |        |
| 2010  | بطولة أوروبا                | برشلونة ، إسبانيا      | الخامس | الوثب الطويل  |        |
| 2012  | الألعاب الأولمبية           | لندن ، المملكة المتحدة | السادس | الوثب الطويل  |        |